# Hockey sur gazon aux Jeux olympiques d'été de 2016
Navigation
Londres 2012 Tokyo 2020
Les épreuves olympiques de hockey sur gazon se déroulent du dimanche 6 août au 19 août au Centre olympique de hockey de Deodoro.
2 épreuves y sont au programme : le tournoi masculin, depuis 1908 et le tournoi féminin, depuis 1980.

## Calendrier
Toutes les dates sont données par rapport à l'heure brésilienne. (UTC–3)
|  | Jour de compétition |  | Jour de finales |

| Hockey sur gazon |        | Hommes | P | P | P | P | P | P | P |  | QF |  | DF |  | F |  |
| Hockey sur gazon | Femmes | P      | P | P |   | P | P | P | P |  | QF |  | DF |  | F |  |

## Changement du format
Depuis janvier 2014, la Fédération Internationale de Hockey sur gazon instaure de nouvelles règles et un nouveau format concernant les matchs. En effet, les deux mi-temps de 35 minutes sont remplacées par des quart-temps de 15 minutes. Le but de ces changements  vise à améliorer l'intensité de la compétition. D'autres changements incluent la mise en œuvre de 40 secondes de temps mort après un penalty et un but.

## Tournois de qualification
Le Brésil, pays-hôte, ainsi que les champions continentaux sont directement qualifiés. Six autres pays sont qualifiés aux demi-finales de la Ligue mondiale de hockey sur gazon 2014-2015. Pour se qualifier en tant que pays-hôte, le Brésil a cependant dû répondre à certaines conditions. En effet, la FIH et le Comité international olympique exigent que le pays se classe parmi les 30 premiers du classement de la FIH ou se classe parmi les 6 premiers aux Jeux panaméricains de 2015 pour les hommes. Concernant les femmes, le pays devait se classer parmi les 40 premiers du classement de la FIH ou se classer parmi les 7 premiers aux Jeux panaméricains de 2015.

### Tournoi masculin
| Dates                          | Événement                                              | Lieu             | Qualifiés        |
| ------------------------------ | ------------------------------------------------------ | ---------------- | ---------------- |
| 20 septembre - 2 octobre 2014  | Jeux asiatiques de 2014                                | Corée du Sud     | Inde             |
| 3 - 14 juin 2015               | Ligue mondiale de hockey sur gazon masculin 2014-2015  | Argentine        | Allemagne        |
| 3 - 14 juin 2015               | Ligue mondiale de hockey sur gazon masculin 2014-2015  | Argentine        | Canada           |
| 3 - 14 juin 2015               | Ligue mondiale de hockey sur gazon masculin 2014-2015  | Argentine        | Espagne          |
| 3 - 14 juin 2015               | Ligue mondiale de hockey sur gazon masculin 2014-2015  | Argentine        | Nouvelle-Zélande |
| 20 juin - 5 juillet 2015       | Ligue mondiale de hockey sur gazon masculin 2014-2015  | Belgique         | Belgique         |
| 20 juin - 5 juillet 2015       | Ligue mondiale de hockey sur gazon masculin 2014-2015  | Belgique         | Royaume-Uni      |
| 20 juin - 5 juillet 2015       | Ligue mondiale de hockey sur gazon masculin 2014-2015  | Belgique         | Irlande          |
| 21 juillet 2015                | Pays Hôte                                              | Canada           | Brésil           |
| 14 - 25 juillet 2015           | Jeux panaméricains de 2015                             | Canada           | Argentine        |
| 21-29 août 2015                | Championnat d'Europe de hockey sur gazon masculin 2015 | Royaume-Uni      | Pays-Bas         |
| 21-25 octobre 2015             | Coupe d'Océanie 2015                                   | Nouvelle-Zélande | Australie        |
| 23 octobre - 1er novembre 2015 | Tournoi de qualification africain 2015                 | Afrique du Sud   | --               |
| Total                          | Total                                                  | Total            | 12               |

L'Afrique du Sud cède sa place à la Nouvelle-Zélande, meilleur pays non-qualifié à la Ligue mondiale de hockey sur gazon de 2014-2015.

### Tournoi féminin
| Dates                          | Événement                                             | Lieu             | Qualifiés        |
| ------------------------------ | ----------------------------------------------------- | ---------------- | ---------------- |
| 20 septembre - 2 octobre 2014  | Jeux asiatiques de 2014                               | Corée du Sud     | Corée du Sud     |
| 3 - 14 juin 2015               | Ligue mondiale de hockey sur gazon féminin 2014-2015  | Espagne          | Chine            |
| 3 - 14 juin 2015               | Ligue mondiale de hockey sur gazon féminin 2014-2015  | Espagne          | Allemagne        |
| 3 - 14 juin 2015               | Ligue mondiale de hockey sur gazon féminin 2014-2015  | Espagne          | Argentine        |
| 3 - 14 juin 2015               | Ligue mondiale de hockey sur gazon féminin 2014-2015  | Espagne          | Espagne          |
| 20 juin - 5 juillet 2015       | Ligue mondiale de hockey sur gazon féminin 2014-2015  | Belgique         | Pays-Bas         |
| 20 juin - 5 juillet 2015       | Ligue mondiale de hockey sur gazon féminin 2014-2015  | Belgique         | Nouvelle-Zélande |
| 20 juin - 5 juillet 2015       | Ligue mondiale de hockey sur gazon féminin 2014-2015  | Belgique         | Inde             |
| 20 juin - 5 juillet 2015       | Ligue mondiale de hockey sur gazon féminin 2014-2015  | Belgique         | Japon            |
| 21 juillet 2015                | Pays Hôte                                             | Canada           | Brésil           |
| 13-24 juillet 2015             | Jeux panaméricains de 2015                            | Canada           | États-Unis       |
| 22-30 août 2015                | Championnat d'Europe de hockey sur gazon féminin 2015 | Royaume-Uni      | Grande-Bretagne  |
| 21-25 octobre 2015             | Coupe d'Océanie 2015                                  | Nouvelle-Zélande | Australie        |
| 23 octobre - 1er novembre 2015 | Tournoi de qualification africain 2015                | Afrique du Sud   | --               |
| Total                          | Total                                                 | Total            | 12               |

L'Afrique du Sud cède sa place à l'Espagne, meilleur pays non-qualifié à la Ligue mondiale de hockey sur gazon de 2014-2015

## Tournoi masculin

### Phase de groupes
Les douze équipes qualifiées sont réparties en deux poules de six équipes chacune. Au sein de chaque poule, toutes les équipes se rencontrent. Trois points sont attribués pour une victoire, un pour un match nul, et aucun pour une défaite. Les quatre premières équipes de chaque poule sont qualifiées pour les quarts de finale.

#### Groupe A
| Rang | Équipe           | Pts | J | G | N | P | Bp | Bc | Diff |
| ---- | ---------------- | --- | - | - | - | - | -- | -- | ---- |
| 1    | Belgique         | 12  | 5 | 4 | 0 | 1 | 21 | 5  | +16  |
| 2    | Espagne          | 10  | 5 | 3 | 1 | 1 | 13 | 6  | +7   |
| 3    | Australie        | 9   | 5 | 3 | 0 | 2 | 13 | 4  | +9   |
| 4    | Nouvelle-Zélande | 7   | 5 | 2 | 1 | 2 | 17 | 8  | +9   |
| 5    | Grande-Bretagne  | 5   | 5 | 1 | 2 | 2 | 14 | 10 | +4   |
| 6    | Brésil           | 0   | 5 | 0 | 0 | 5 | 1  | 46 | -45  |

#### Groupe B
| Rang | Équipe    | Pts | J | G | N | P | Bp | Bc | Diff |
| ---- | --------- | --- | - | - | - | - | -- | -- | ---- |
| 1    | Allemagne | 13  | 5 | 4 | 1 | 0 | 17 | 10 | +7   |
| 2    | Pays-Bas  | 10  | 5 | 3 | 1 | 1 | 18 | 11 | +7   |
| 3    | Argentine | 8   | 5 | 2 | 2 | 1 | 14 | 12 | +2   |
| 4    | Inde      | 7   | 5 | 2 | 1 | 2 | 9  | 9  | 0    |
| 5    | Irlande   | 3   | 5 | 1 | 0 | 4 | 10 | 16 | -6   |
| 6    | Canada    | 1   | 5 | 0 | 1 | 4 | 7  | 22 | -15  |

### Phase finale
|  | Quarts de finale            | Quarts de finale            |                             |                             | Demi-finales                | Demi-finales                |   |  | Finale                      | Finale                      |
|  | Quarts de finale            | Quarts de finale            |                             |                             | Demi-finales                | Demi-finales                |   |  | Finale                      | Finale                      |
|  |                             |                             |                             |                             |                             |                             |   |  |                             |                             |
|  | 14 août à 12h30 (UTC−03:00) | 14 août à 12h30 (UTC−03:00) |                             |                             | 16 août à 17h00 (UTC−03:00) | 16 août à 17h00 (UTC−03:00) |   |  | 18 août à 17h00 (UTC−03:00) | 18 août à 17h00 (UTC−03:00) |
|  | 14 août à 12h30 (UTC−03:00) | 14 août à 12h30 (UTC−03:00) |                             |                             | 16 août à 17h00 (UTC−03:00) | 16 août à 17h00 (UTC−03:00) |   |  | 18 août à 17h00 (UTC−03:00) | 18 août à 17h00 (UTC−03:00) |
|  | Belgique                    | 3                           |                             |                             | 16 août à 17h00 (UTC−03:00) | 16 août à 17h00 (UTC−03:00) |   |  | 18 août à 17h00 (UTC−03:00) | 18 août à 17h00 (UTC−03:00) |
|  | Belgique                    | 3                           |                             |                             | 16 août à 17h00 (UTC−03:00) | 16 août à 17h00 (UTC−03:00) |   |  | 18 août à 17h00 (UTC−03:00) | 18 août à 17h00 (UTC−03:00) |
|  | Inde                        | 1                           |                             |                             | 16 août à 17h00 (UTC−03:00) | 16 août à 17h00 (UTC−03:00) |   |  | 18 août à 17h00 (UTC−03:00) | 18 août à 17h00 (UTC−03:00) |
|  | Inde                        | 1                           | Belgique                    | 3                           |                             |                             |   |  | 18 août à 17h00 (UTC−03:00) | 18 août à 17h00 (UTC−03:00) |
|  | 14 août à 18h00 (UTC−03:00) |                             | Belgique                    | 3                           |                             |                             |   |  | 18 août à 17h00 (UTC−03:00) | 18 août à 17h00 (UTC−03:00) |
|  |                             | Pays-Bas                    | 1                           |                             |                             |                             |   |  | 18 août à 17h00 (UTC−03:00) | 18 août à 17h00 (UTC−03:00) |
|  | Pays-Bas                    | Pays-Bas                    | 1                           | 4                           |                             |                             |   |  | 18 août à 17h00 (UTC−03:00) | 18 août à 17h00 (UTC−03:00) |
|  | Pays-Bas                    |                             |                             | 4                           |                             |                             |   |  | 18 août à 17h00 (UTC−03:00) | 18 août à 17h00 (UTC−03:00) |
|  | Australie                   | 0                           |                             |                             |                             |                             |   |  | 18 août à 17h00 (UTC−03:00) | 18 août à 17h00 (UTC−03:00) |
|  | Australie                   | 0                           | Belgique                    | 2                           |                             |                             |   |  |                             |                             |
|  | 14 août à 10h00 (UTC−03:00) |                             | Belgique                    | 2                           |                             |                             |   |  |                             |                             |
|  |                             | Argentine                   | 4                           |                             |                             |                             |   |  |                             |                             |
|  | Espagne                     | Argentine                   | 4                           | 1                           |                             |                             |   |  |                             |                             |
|  | Espagne                     | 16 août à 12h00 (UTC−03:00) |                             | 1                           |                             |                             |   |  |                             |                             |
|  | Argentine                   | 2                           |                             |                             |                             |                             |   |  |                             |                             |
|  | Argentine                   | 2                           | Argentine                   | 5                           |                             |                             |   |  |                             |                             |
|  | 14 août à 20h30 (UTC−03:00) | 14 août à 20h30 (UTC−03:00) | Argentine                   | 5                           | Match pour la 3e place      | Match pour la 3e place      |   |  |                             |                             |
|  | 14 août à 20h30 (UTC−03:00) | 14 août à 20h30 (UTC−03:00) |                             | Allemagne                   | Match pour la 3e place      | Match pour la 3e place      | 2 |  |                             |                             |
|  | Allemagne                   | 3                           | 18 août à 12h00 (UTC−03:00) | 18 août à 12h00 (UTC−03:00) |                             |                             | 2 |  |                             |                             |
|  | Allemagne                   | 3                           | 18 août à 12h00 (UTC−03:00) | 18 août à 12h00 (UTC−03:00) |                             |                             |   |  |                             |                             |
|  | Nouvelle-Zélande            | 2                           |                             | Pays-Bas                    | 1 (3)                       |                             |   |  |                             |                             |
|  | Nouvelle-Zélande            | 2                           |                             | Pays-Bas                    | 1 (3)                       |                             |   |  |                             |                             |
|  |                             |                             |                             |                             |                             |                             |   |  | Allemagne (t.a.b.)          | 1 (4)                       |
|  |                             |                             |                             |                             |                             |                             |   |  | Allemagne (t.a.b.)          | 1 (4)                       |

### Classement final
| Place                               | Pays             |
| ----------------------------------- | ---------------- |
| Médaille d'or, Jeux olympiques      | Argentine        |
| Médaille d'argent, Jeux olympiques  | Belgique         |
| Médaille de bronze, Jeux olympiques | Allemagne        |
| 4                                   | Pays-Bas         |
| 5                                   | Espagne          |
| 6                                   | Australie        |
| 7                                   | Nouvelle-Zélande |
| 8                                   | Inde             |
| 9                                   | Grande-Bretagne  |
| 10                                  | Irlande          |
| 11                                  | Canada           |
| 12                                  | Brésil           |

## Tournoi féminin

### Phase de groupes
Les douze équipes qualifiées sont réparties en deux poules de six équipes chacune. Au sein de chaque poule, toutes les équipes se rencontrent. Trois points sont attribués pour une victoire, un pour un match nul, et aucun pour une défaite. Les quatre premières équipes de chaque poule sont qualifiées pour les quarts de finale.

#### Groupe A
| Rang | Équipe           | Pts | J | G | N | P | Bp | Bc | Diff |
| ---- | ---------------- | --- | - | - | - | - | -- | -- | ---- |
| 1    | Pays-Bas         | 13  | 5 | 4 | 1 | 0 | 13 | 1  | +12  |
| 2    | Nouvelle-Zélande | 10  | 5 | 3 | 1 | 1 | 11 | 5  | +6   |
| 3    | Allemagne        | 7   | 5 | 2 | 1 | 2 | 6  | 6  | 0    |
| 4    | Espagne          | 6   | 5 | 2 | 0 | 3 | 6  | 12 | -6   |
| 5    | Chine            | 5   | 5 | 1 | 2 | 2 | 3  | 5  | -2   |
| 6    | Corée du Sud     | 1   | 5 | 0 | 1 | 4 | 3  | 13 | -10  |

#### Groupe B
| Rang | Équipe          | Pts | J | G | N | P | Bp | Bc | Diff |
| ---- | --------------- | --- | - | - | - | - | -- | -- | ---- |
| 1    | Grande-Bretagne | 15  | 5 | 5 | 0 | 0 | 12 | 4  | +8   |
| 2    | États-Unis      | 12  | 5 | 4 | 0 | 1 | 14 | 5  | +9   |
| 3    | Australie       | 9   | 5 | 3 | 0 | 2 | 11 | 5  | +6   |
| 4    | Argentine       | 6   | 5 | 2 | 0 | 3 | 12 | 6  | +6   |
| 5    | Japon           | 1   | 5 | 0 | 1 | 4 | 3  | 16 | -13  |
| 6    | Inde            | 1   | 5 | 0 | 1 | 4 | 3  | 19 | -16  |

### Phase finale
|  | Quarts de finale            | Quarts de finale            |                             |                             | Demi-finales                | Demi-finales                |   |  | Finale                      | Finale                      |
|  | Quarts de finale            | Quarts de finale            |                             |                             | Demi-finales                | Demi-finales                |   |  | Finale                      | Finale                      |
|  |                             |                             |                             |                             |                             |                             |   |  |                             |                             |
|  | 15 août à 20h30 (UTC−03:00) | 15 août à 20h30 (UTC−03:00) |                             |                             | 17 août à 12h00 (UTC−03:00) | 17 août à 12h00 (UTC−03:00) |   |  | 19 août à 17h00 (UTC−03:00) | 19 août à 17h00 (UTC−03:00) |
|  | 15 août à 20h30 (UTC−03:00) | 15 août à 20h30 (UTC−03:00) |                             |                             | 17 août à 12h00 (UTC−03:00) | 17 août à 12h00 (UTC−03:00) |   |  | 19 août à 17h00 (UTC−03:00) | 19 août à 17h00 (UTC−03:00) |
|  | Pays-Bas                    | 3                           |                             |                             | 17 août à 12h00 (UTC−03:00) | 17 août à 12h00 (UTC−03:00) |   |  | 19 août à 17h00 (UTC−03:00) | 19 août à 17h00 (UTC−03:00) |
|  | Pays-Bas                    | 3                           |                             |                             | 17 août à 12h00 (UTC−03:00) | 17 août à 12h00 (UTC−03:00) |   |  | 19 août à 17h00 (UTC−03:00) | 19 août à 17h00 (UTC−03:00) |
|  | Argentine                   | 2                           |                             |                             | 17 août à 12h00 (UTC−03:00) | 17 août à 12h00 (UTC−03:00) |   |  | 19 août à 17h00 (UTC−03:00) | 19 août à 17h00 (UTC−03:00) |
|  | Argentine                   | 2                           | Pays-Bas (t.a.b.)           | 1 (4)                       |                             |                             |   |  | 19 août à 17h00 (UTC−03:00) | 19 août à 17h00 (UTC−03:00) |
|  | 15 août à 12h30 (UTC−03:00) |                             | Pays-Bas (t.a.b.)           | 1 (4)                       |                             |                             |   |  | 19 août à 17h00 (UTC−03:00) | 19 août à 17h00 (UTC−03:00) |
|  |                             | Allemagne                   | 1 (3)                       |                             |                             |                             |   |  | 19 août à 17h00 (UTC−03:00) | 19 août à 17h00 (UTC−03:00) |
|  | États-Unis                  | Allemagne                   | 1 (3)                       | 1                           |                             |                             |   |  | 19 août à 17h00 (UTC−03:00) | 19 août à 17h00 (UTC−03:00) |
|  | États-Unis                  |                             |                             | 1                           |                             |                             |   |  | 19 août à 17h00 (UTC−03:00) | 19 août à 17h00 (UTC−03:00) |
|  | Allemagne                   | 2                           |                             |                             |                             |                             |   |  | 19 août à 17h00 (UTC−03:00) | 19 août à 17h00 (UTC−03:00) |
|  | Allemagne                   | 2                           | Pays-Bas                    | 3 (0)                       |                             |                             |   |  |                             |                             |
|  | 15 août à 10h00 (UTC−03:00) |                             | Pays-Bas                    | 3 (0)                       |                             |                             |   |  |                             |                             |
|  |                             | Grande-Bretagne (t.a.b.)    | 3 (2)                       |                             |                             |                             |   |  |                             |                             |
|  | Nouvelle-Zélande            | Grande-Bretagne (t.a.b.)    | 3 (2)                       | 4                           |                             |                             |   |  |                             |                             |
|  | Nouvelle-Zélande            | 17 août à 17h00 (UTC−03:00) |                             | 4                           |                             |                             |   |  |                             |                             |
|  | Australie                   | 2                           |                             |                             |                             |                             |   |  |                             |                             |
|  | Australie                   | 2                           | Nouvelle-Zélande            | 0                           |                             |                             |   |  |                             |                             |
|  | 15 août à 18h00 (UTC−03:00) | 15 août à 18h00 (UTC−03:00) | Nouvelle-Zélande            | 0                           | Match pour la 3e place      | Match pour la 3e place      |   |  |                             |                             |
|  | 15 août à 18h00 (UTC−03:00) | 15 août à 18h00 (UTC−03:00) |                             | Grande-Bretagne             | Match pour la 3e place      | Match pour la 3e place      | 3 |  |                             |                             |
|  | Grande-Bretagne             | 3                           | 19 août à 12h00 (UTC−03:00) | 19 août à 12h00 (UTC−03:00) |                             |                             | 3 |  |                             |                             |
|  | Grande-Bretagne             | 3                           | 19 août à 12h00 (UTC−03:00) | 19 août à 12h00 (UTC−03:00) |                             |                             |   |  |                             |                             |
|  | Espagne                     | 1                           |                             | Allemagne                   | 2                           |                             |   |  |                             |                             |
|  | Espagne                     | 1                           |                             | Allemagne                   | 2                           |                             |   |  |                             |                             |
|  |                             |                             |                             |                             |                             |                             |   |  | Nouvelle-Zélande            | 1                           |
|  |                             |                             |                             |                             |                             |                             |   |  | Nouvelle-Zélande            | 1                           |

### Classement final
| Place                               | Pays             |
| ----------------------------------- | ---------------- |
| Médaille d'or, Jeux olympiques      | Grande-Bretagne  |
| Médaille d'argent, Jeux olympiques  | Pays-Bas         |
| Médaille de bronze, Jeux olympiques | Allemagne        |
| 4                                   | Nouvelle-Zélande |
| 5                                   | États-Unis       |
| 6                                   | Australie        |
| 7                                   | Argentine        |
| 8                                   | Espagne          |
| 9                                   | Chine            |
| 10                                  | Japon            |
| 11                                  | Corée du Sud     |
| 12                                  | Inde             |

## Résultats

### Podiums
| Épreuves         | Or              | Argent   | Bronze    |
| ---------------- | --------------- | -------- | --------- |
| Tournoi masculin | Argentine       | Belgique | Allemagne |
| Tournoi féminin  | Grande-Bretagne | Pays-Bas | Allemagne |

### Tableau des médailles
| Rang  | Nation          | Or | Argent | Bronze | Total |
| ----- | --------------- | -- | ------ | ------ | ----- |
| 1     | Argentine       | 1  |        |        | 1     |
| 1     | Grande-Bretagne | 1  |        |        | 1     |
| 2     | Belgique        |    | 1      |        | 1     |
| 2     | Pays-Bas        |    | 1      |        | 1     |
| 3     | Allemagne       |    |        | 2      | 2     |
| Total | Total           | 2  | 2      | 2      | 6     |